# 산티아고데베라과스

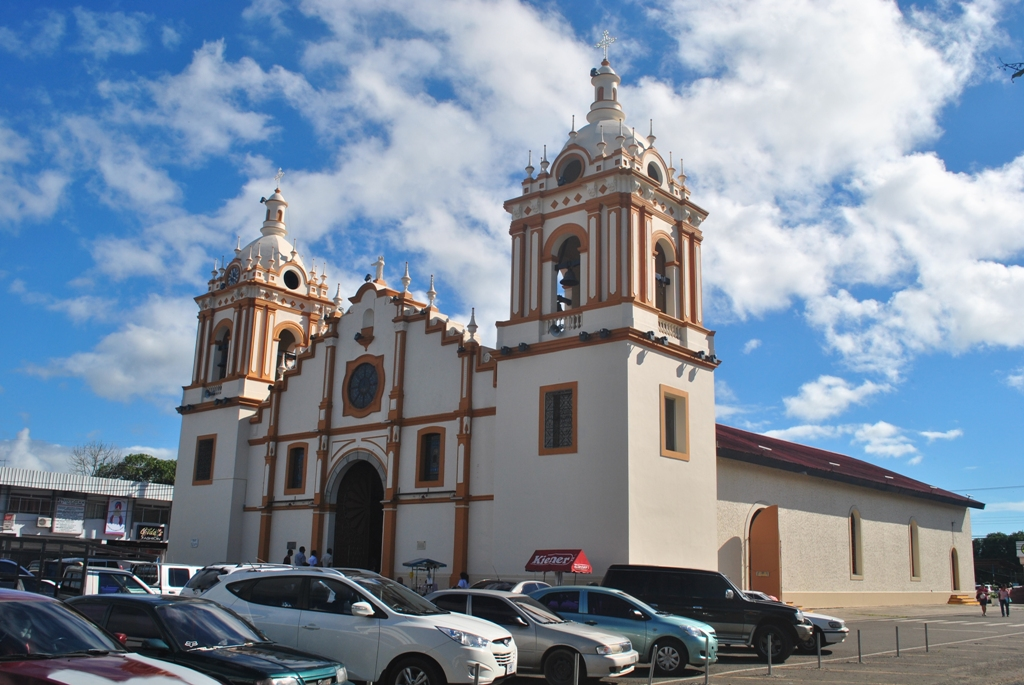
산티아고데베라과스에 있는 성당

산티아고데베라과스(스페인어: Santiago de Veraguas)는 파나마 중부에 위치한 도시로 베라과스 주의 주도이며 면적은 975km2, 높이는 101m, 인구는 88,997명(2010년 기준)이다.